# Липовњик (Рожњава)
Липовњик (слч. Lipovník) насељено је мјесто са административним статусом сеоске општине (слч. obec) у округу Рожњава, у Кошичком крају, Словачка Република.

## Становништво
| Година:    | 1994. | 2004.   | 2014.   | 2024.   |
| ---------- | ----- | ------- | ------- | ------- |
| Број људи: | 561   | 520     | 493     | 509     |
| Разлика:   |       | -7,30 % | -5,19 % | +3,24 % |

| Година:    | 2023. | 2024.   |
| ---------- | ----- | ------- |
| Број људи: | 516   | 509     |
| Разлика:   |       | -1,35 % |

Према подацима о броју становника из 2011. године насеље је имало 510 становника.